# سلامة جوهرية
السلامة الجوهرية أو الذاتية بالإنجليزية (Intrinsic safety) اختصارًا ( IS ) هي تقنية حماية لتشغيل المعدات الكهربائية في المناطق الخطرة بأمان وذلك عن طريق الحد من الطاقة الكهربائية والحرارية التي قد تسبب اشتعالا. فيمكن اعتبارها نظامًا لتطبيق السلامة، على أن تكون هذه السلامة متأصلة في الأجهزة نفسها. وتستعمل هذه التقنية مع دوائر التحكم والدوائر المخصصة بإعطاء إشارات حيث أنهما من الممكن أن تعملا بتيارات فولتية منخفضة، تتمنهج السلامة الجوهرية على تبسيط الدوائر وتقليل تكلفة التركيب مقارنة بطرق الحماية الأخرى. يتواجد في بعض التطبيقات مثل مصافي تكرير البتروكيماويات والمناجم مناطق ذات تركيز خطير من الغازات أو الغبار القابل للاشتعال. ويجب أن يؤخذ بعين الاعتبار أنه لا يمكن للدوائر عالية الطاقة مثل المحركات الكهربائية أو الإضاءة استخدام أساليب السلامة الجوهرية للحماية. يمكن تقسيم أجهزة السلامة الجوهرية إلى كلٍ من أجهزة آمنة جوهريًا وأجهزة مختلطة. [بحاجة لمصدر]

## أنواع أجهزة السلامة الجوهرية

### الأجهزة الآمنة جوهريًا
الأجهزة الآمنة جوهريًا هي أجهزة كهربائية تحتوي على دوائر آمنة بطبيعتها حتى أثناء وجودها في منطقة خطرة. [بحاجة لمصدر]

### الأجهزة المختلطة
الأجهزة المختلطة هي أجهزة كهربائية تحتوي على كل من الدوائر الآمنة والغير آمنة فعليًا. وهي مصممة بطريقة حيث لا يمكن للدوائر الغير آمنة جوهريًا أن تؤثر سلبًا على الدوائر الآمنة. [بحاجة لمصدر]

## دائرة آمنة جوهريًا
يتم تصميم الدوائر الآمنة جوهريًا بحيث لا تكون قادرة على أن تتسبب في إشعال جو قابل للانفجار، وذلك عن طريق أي شرارة كهربية أو أي تأثير حراري في ظل ظروف التشغيل الطبيعية وعند وقوع خطأ معين. [بحاجة لمصدر]

## مبادئ التشغيل والتصميم
غالبًا ما تنتج المعدات الكهربائية قوسا كهربيا صغيرا حتى ضمن الاستخدام الطبيعي مثل داخل مفاتيح الإنارة أو الفرشاة الكربونية لبعض أنواع المحركات ونقاط التوصيل وغيرها من الأماكن الأخرى. تولّد المعدات الكهربائية حرارة أيضًا وعليه يمكن أن تصبح مصدرًا للاشتعال في بعض الظروف. هناك طرق متعددة لجعل المعدات آمنة للاستخدام في المناطق القابلة للانفجار والسلامة الجوهرية إحداها وذلك طبقًا لبعض التصنيفات المتخصصة بالمواقع الخطرة مثل (ATEX) و(IECEx). بالنسبة للإلكترونيات المحمولة، فإن السلامة الجوهرية هي الطريقة الواقعية الوحيدة التي تمنح الحماية من أن يسبب الجهاز انفجارا وهو يعمل. يصمم الجهاز الذي يطلق عليه "آمن فعليًا" بحيث لا يكون قادرًا على إنتاج حرارة أو شرارة كافية لإشعال جو قابل للانفجار حتى لو تعرض الجهاز للتلف. هناك عدة اعتبارات لتصميم الأجهزة الإلكترونية الآمنة جوهريًا هي:
- تقليل أو القضاء على الشرار الداخلي.
- التحكم في درجات حرارة العناصر الإلكترونية.
- عدم إبقاء أي مسافة بين العناصر الإلكترونية كي لا يسمح للغبار بأن يتجمّع ويسبب قصر للدائرة الكهربائية. [بحاجة لمصدر]

إن التخلص من احتمالية أن تتولّد شرارة داخل المركّبات يكون عن طريق الحد من الطاقة الموجودة في أي دائرة أو نظام كهربي. عند وقوع خطأ معين مثل قصور داخلي للدائرة سوف ترتفع درجات الحرارة في أحد مركّبات أشباه الموصلات وعليه ستحدث مشكلة، حيث يمكن أن ترتفع درجة حرارة أحد العناصر إلى مستوى يمكن أن يُشعل بعض الغازات القابلة للإنفجار وهذا يمكن أن يحدث حتى في حال الاستخدام الطبيعي. لذا يجب الأخذ بالإحتياطات اللازمة مثل تقليل التيار بواسطة المقاومات والمنصهرات، لضمان عدم وصول أي مركّب إلكتروني تحت أي ظرف من الظروف إلى درجة حرارة يمكن أن تسبب اشتعالًا ذاتيًا إذا ما تواجدت في جو قابل للاشتعال. تحتوي غالبية الأجهزة الإلكترونية المستخدمة في حاضرنا على لوحة دارة مطبوعة ولكن هذه اللوحة تتكون من عناصر متباعدة في ما بينها مما يخلق إمكانية وجود شرر كهربي بين المركبات إذا ما تجمّع الغبار أو بعض المواد الأخرى على الدوائر، وبالتالي يصبح تباعد المركّبات عن بعضها البعض وتحديد موقع كل قطعة وعزلهم جيداً مهمًا عند التصميم.
إن المفهوم الأساسي للسلامة الجوهرية هو تقييد الطاقة الكهربائية والحرارية في أي نظام بحيث لا يمكن أن يحدُث اشتعال في جو خطير (بغاز متفجّر أو غبار). ويتم تحقيق ذلك من خلال عدم تخزين طاقة كبيرة وضمان دخول الفولتية والتيارات المنخفضة فقط إلى المنطقة الخطرة. [بحاجة لمصدر]
إحدى أكثر طرق الحماية شيوعًا هي الحد من التيار الكهربائي باستخدام سلسلة من المقاومات (يُستخدم أحد أنواع المقاومات التي يصعب تعرضها للتلف)؛ أما للحد من الجهد فيستعمل عِدة من صمامات الزينر فله حواجز يتم من خلالها تأريض أي خطر قد يصدر. وتحتوي هذه الصمامات على حواجز عزل مجلفنة حيث يمنع الإتصال المباشر بين دوائر المنطقة الآمنة والخطرة بسبب تواجد طبقة من العازل الكهربائي بين الإثنتين. تنُص المعايير لعتماد تصميمات السلامة الجوهرية - بشكل أساسي معيار (IEC 60079-11) وأيضا منذ العام 2015 معيار (IEC TS 60079-39) - ألا يتجاوز الجهد والتيار حد المستويات المعتمدة للحاجز حتى عندما يتلف أحد العناصر الإلكترونية. تُصمم المعدات أو الأجهزة المستخدمة في المناطق الخطرة لتعمل بجهد وتيار منخفضين، ويؤخذ بعين الاعتبار أن يتم تصميمها بدون أي مكثفات أو محثات كبيرة حيث يمكن أن تصدر شرارة إذا ما تم تفريغها. يجب أن يكون الجهاز موصول بأسلاك وطرق توصيل معتمدة وذلك من المنطقة الخطرة إلى لوحة التحكم في المنطقة الآمنة حيث تحتوي على حواجز الأمان. تضمن حواجز الأمان أنه في حال نطاق التشغيل الطبيعي أو عند حدوث أي عطل وفقًا لمستوى حماية المعدّة، أو حتى في حالة حدوث اتصال بالخطأ لأي سبب بين دارة الجهاز ومصادر الطاقة الأخرى فلن يدخل أكثر من الجهد والتيار المعتمدين إلى منطقة خطيرة. [بحاجة لمصدر]
مثال على ذلك هو أثناء عمليات النقل البحري، عندما يتم نقل المنتجات القابلة للاشتعال بين الميناء والسفن الناقلة لابد من وجود تواصل لاسلكي بين الطرفين باستمرار فعند الضرورة يمكن إيقاف النقل لأي سبب غير متوقع قد يحدث مثل الانسكاب. لذا ينُص خفر سواحل الولايات المتحدة أن يكون الراديو ثنائي الاتجاه المستخدم مصدّق بأنه آمن جوهريًا. من الأمثلة الأخرى أيضًا هي الهواتف المحمولة الآمنة جوهريًا أو المقاومة للانفجارات والمستخدمة في الأجواء القابلة للانفجار، مثل مصافي التكرير. يجب أن تستوفي الهواتف المحمولة الآمنة جوهريًا معايير تصميم خاصة للبطارية من أجل تحقيق اعتماد من توجيهات UL أو أتكس أو شهادة IECEx للاستخدام في الأجواء المتفجرة. إن الأجهزة التي تعمل بالبطارية والمصممة كما ينبغي هي فقط التي يمكن أن تكون آمنة جوهريًا بحد ذاتها. حيث لا تعتبر الأجهزة والأسلاك الميدانية الأخرى آمنة إلا عندما تكون ضمن نظام آمن جوهريًا ومصمم بالشكل الصحيح. وتوضح سلسلة معايير IEC 60079 متطلبات الأنظمة الكهربائية الآمنة جوهريًا. [بحاجة لمصدر]

## وكالات مَنح الاعتماد
يتم تطوير معايير السلامة الجوهرية بشكل رئيسي من قبل اللجنة الكهروتقنية الدولية (IEC)، ولكن هنالك وكالات مختلفة تقوم أيضًا بتطوير معايير للسلامة الجوهرية. قد تدار الوكالات من قبل الحكومات أو قد تتكون من أعضاء من شركات التأمين والمصنّعين والصناعات الأخرى المهتمة بمعايير السلامة. تسمح وكالات الاعتماد للمصنّعين بوضع ملصق أو علامة لتحديد أن المعدات قد تم تصميمها وفقًا لمعايير سلامة ذات صلة بالمنتج. ومن الأمثلة على هذه الوكالات في أمريكا الشمالية شركة إف إم جلوبال (Factory Mutual Research Corporation) وهي تقوم باعتماد أجهزة الراديو، ومختبرات أندر رايتر Underwriters Laboratories (UL) وهي تقوم باعتماد الهواتف المحمولة، وفي كندا جمعية المواصفات الكندية. وأما في الاتحاد الأوروبي فالمعيار للسلامة الجوهرية طبقًا للجنة الأوروبية للتقييس الكهروتقني هو معيار EN 60079-11 ويجب أن يكون مطابق لتوجيهات أتكس، بينما هناك بلدان أخرى حول العالم تتبع معايير اللجنة الكهروتقنية الدولية IEC. لتسهيل التجارة العالمية تتواجد وكالات المعايير والمواصفات في جميع أنحاء العالم في أنشطة متعلقة بهذا المجال بحيث إذا ما صُنّعت معدات موثقة أنها آمنة جوهريًا للاستخدام في دولة ما، فهي أيضا يمكن أن تكون كذلك في بلد آخر دون الحاجة لإعادة إجراء اختبارات اعتماد أخرى مكلفة.